# Johann Stigel

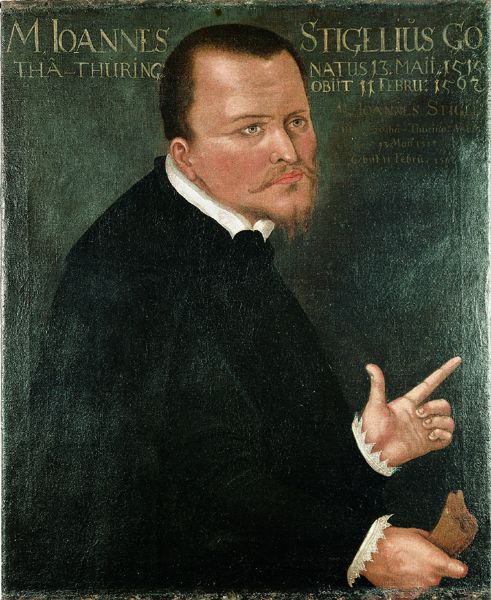
Johann Stigel

Johann Stigel (auch: Johannes Stigelius; * 13. Mai 1515 in Gotha; † 11. Februar 1562 in Jena) war ein deutscher Poet und Rhetoriker.

## Leben
Stigel besuchte das 1524 vom Reformator Friedrich Myconius begründete Gothaer Gymnasium im Augustinerkloster. Am 15. Oktober 1531 immatrikulierte er sich an der Universität Wittenberg, wo er von 1532 bis 1540 ein kurfürstliches Stipendium erhielt. 1534 lernte er auf einer Reise nach Weimar den neulateinischen Dichter Eobanus Hessus kennen, der ihn zu eigenen Gedichten inspirierte. 1540–41 nahm er mit Philipp Melanchthon und Franz Burchard an Religionsgesprächen in Worms und Regensburg teil. Wegen eines panegyrischen Gedichts über seinen Tunisfeldzug wurde er auf dem Reichstag zu Augsburg von Kaiser Karl V. zum Poeten gekrönt. Auch Melanchthon, mit dem er einen umfangreichen Briefwechsel pflegte, lobte Stigel als Dichter. Am 20. April 1542 erwarb er sich in Wittenberg den akademischen Grad eines Magisters und am 6. Januar 1544 wurde er in die philosophischen Fakultät rezipiert.
Von Melanchthon und dem Kurfürsten Johann Friedrich I. von Sachsen gefördert, übernahm er dann die zweite Professur der lateinischen Sprache, wobei er Grammatik und Terenz lehrte. 1546 übernahm er als Dekan die führende Position an der philosophischen Fakultät. Nach dem Schmalkaldischen Krieg ging er nach Jena und wurde am damaligen akademischen Gymnasium Professor der Rhetorik. Als die Universität Jena 1558 gegründet wurde, war er einer der ersten Dekane der philosophischen Fakultät und bis 1562 Professor für Rhetorik. Zudem war er von 1549 bis 1554, auch vom Sommersemester 1555 bis zum Ende des Sommersemesters 1556, sowie im Sommersemester 1559 Rektor der Jenaer Alma Mater.
In erster Ehe war er seit Mai 1544 verheiratet mit Barbara (* Weimar; † 22. April 1556 in Jena), der Tochter des Johannes Kunholt. Seine zweite Ehe schloss er am 7. Dezember 1556 in Jena mit Katharina Kirsten. Aus diesen Ehen gingen 4 Söhne und 3 Töchter hervor, von denen zwei Söhne und eine Tochter jung verstarben. Von seinen ihn überlebenden Söhnen sind Johann Valesius Stigel und Callimachus Hector Stigel bekannt.

## Galerie

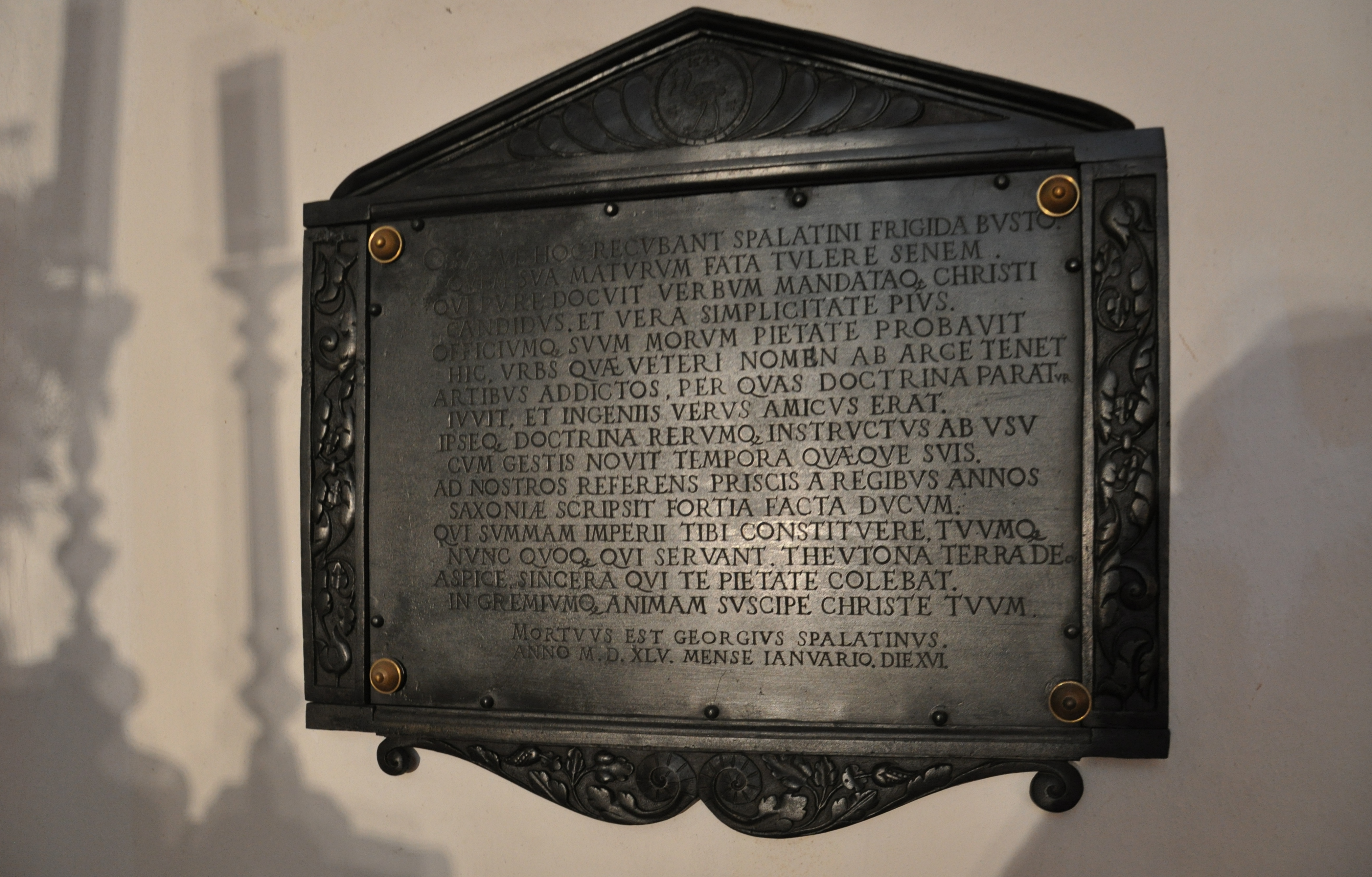
Altenburg, St. Bartholomäi, Bronzetafel mit einem lateinischen Nekrolog auf Georg Spalatin von Johann Stigel
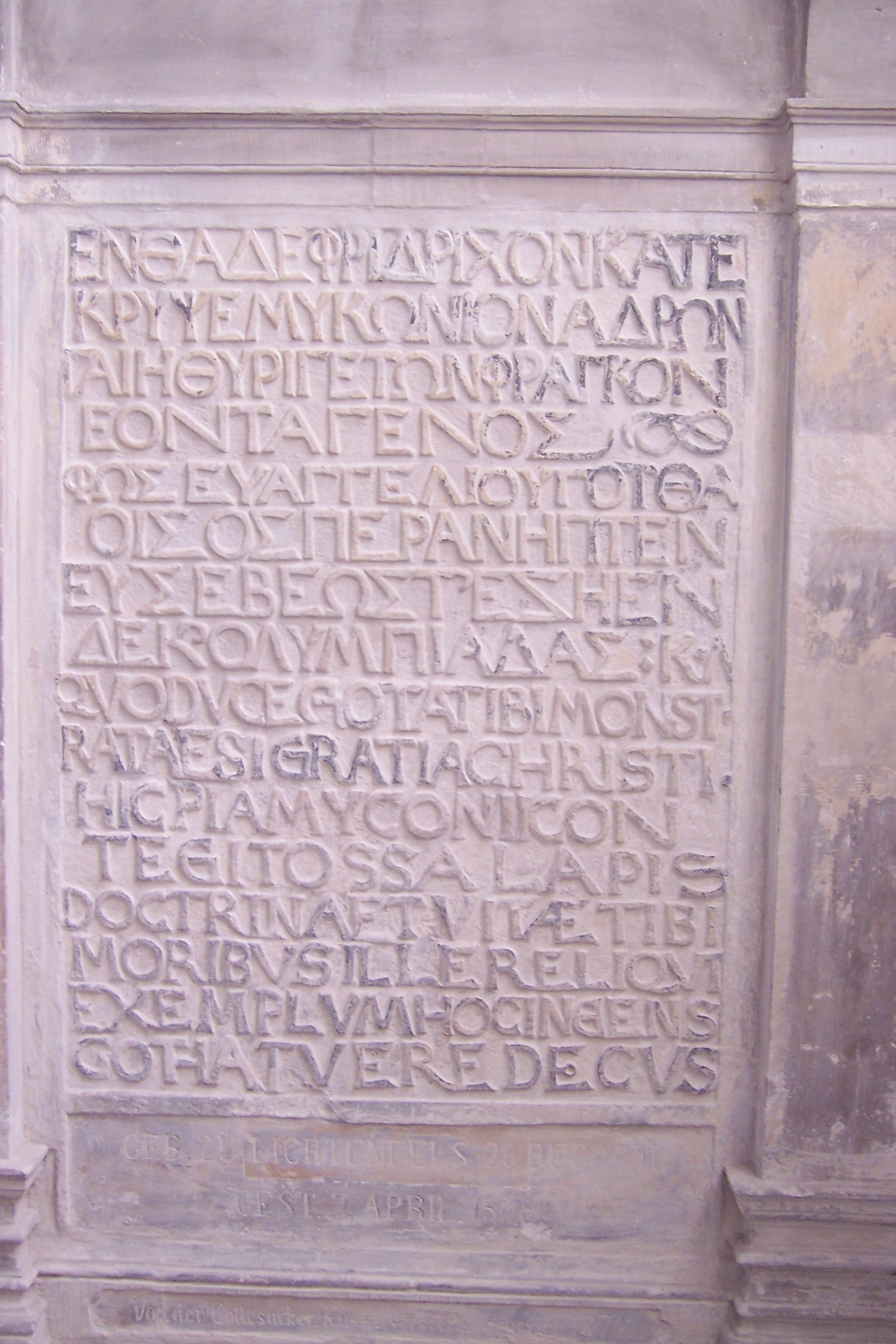
Gotha, Augustinerkirche, Grabstein von Friedrich Myconius mit der von Stigel verfassten griechischen und lateinischen Grabinschrift
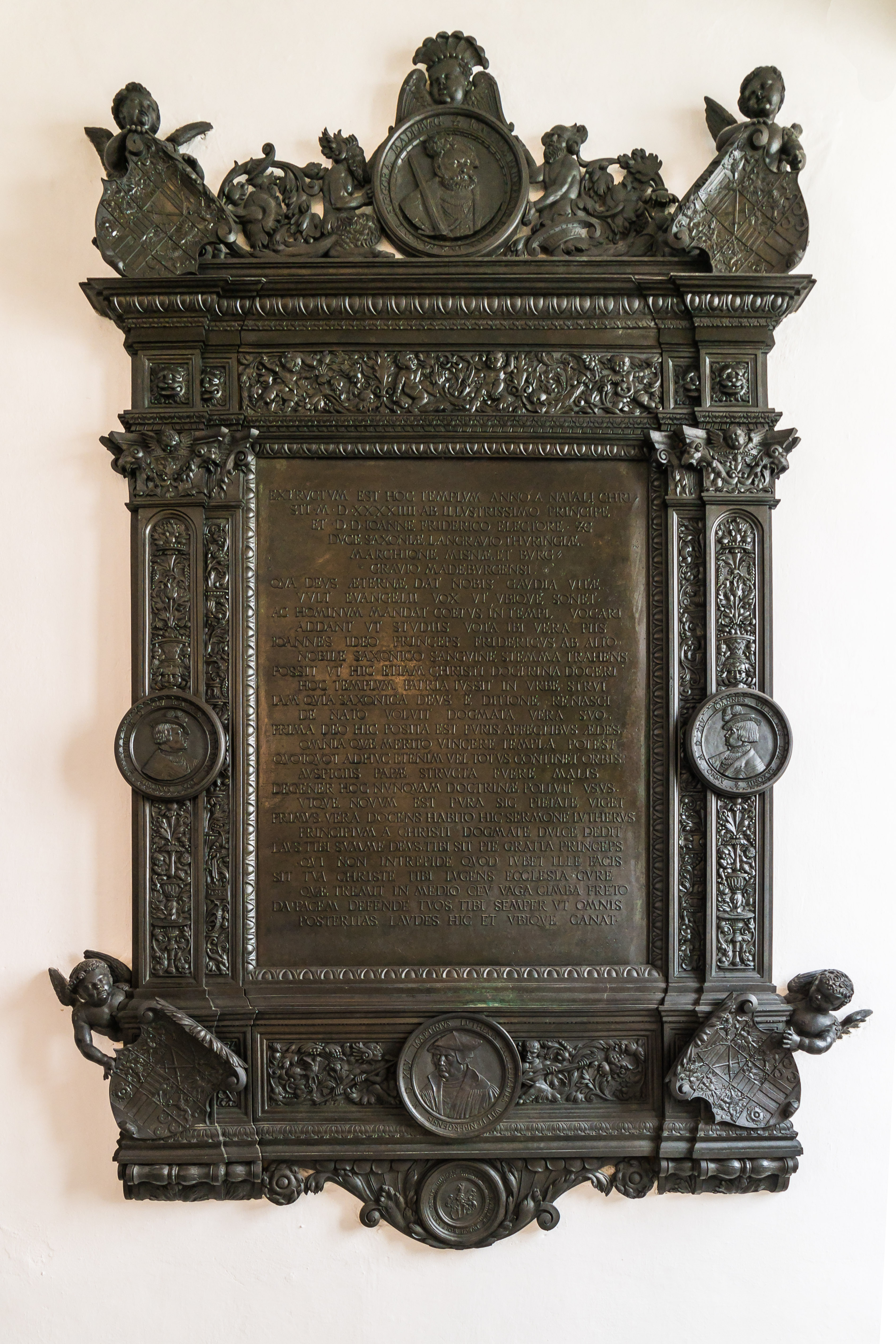
Torgau, Schlosskirche, bronzene Stiftertafel von 1545 mit einer lateinischen Widmung Stigels
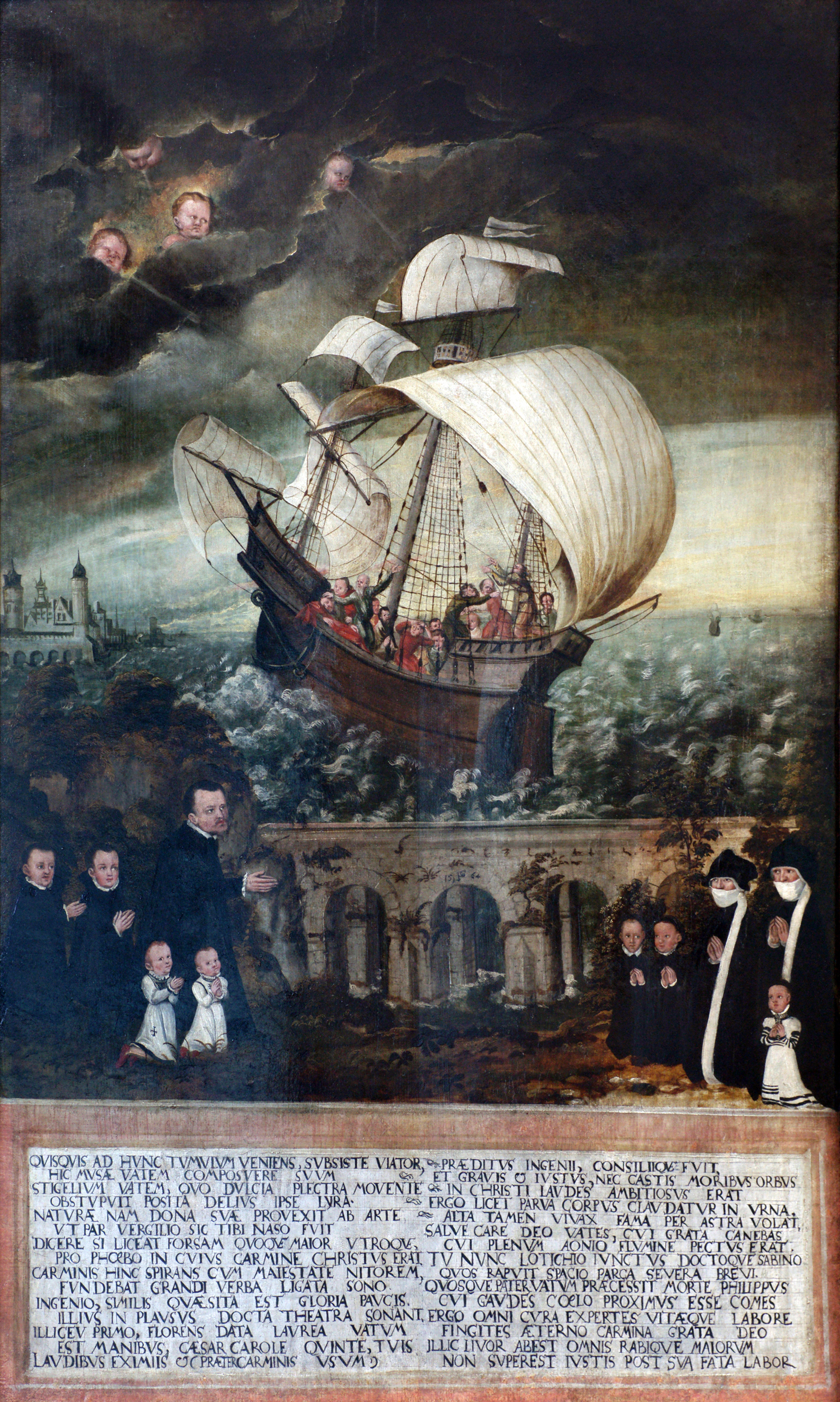
Universität Jena, Epitaph für Johann Stigel von Peter Gottlandt Rodelstedt, 1564

## Werke
- Hymnum Serva Deus verbum.
- De Anima, Commentarii Clarissimi Atque Doctissimi Viri, D. Philippi Melanchthonis, explicatio. Welack, Wittenberg 1575. (Digitalisat)
- Commentarii Docti, Breves Et Succincti, in P. Virgilii Maronis, quatuor libros Georgicorum clarissimi viri & poetae celeberrimi, Ioannis Stigelii, studiosa iuventutis gratia in lucem editi. 1574. (Digitalisat)
- Annotationes ad Libr. X in lit. Quinctiliani.
- Poematum 1–9.  Ritzenhayn & Rebart, Jena 1567–1572. (Digitalisat Band 1), (Ban 2), (Band 3), (Band 5), (Band 6), (Band 7), (Band 8), (Band 9)
- In immaturus obitum Johannis Lucas F. Cranachii. 1537. (Nekrolog auf Hans Cranach)
- Piae lachrymae oder Christliche klag, und trostschrifft, von dem betrübten, und elenden Stand deß Menschen ... Basel 1618. doi:10.3931/e-rara-41854
- Liber undecimus Odysseae Homeri. Kreutzer, Wittenberg 1545. (Digitalisat)
- Ad Ferdinandum a Maugis carmen. (Einleitungsgedicht zur Übersetzung des 11. Buches der Odyssee)